# 実録・日本極道列伝 極道者
『実録・日本極道列伝 極道者 』（じつろく にっぽんごくどうれつでん ごくどうもの）は、2002年12月20日に発売されたオリジナルビデオ。

## 概要
3話収録。
- 第一話「猪」（主演：宮本大誠）
- 第二話「モガスケ」（主演：本宮泰風）
- 第三話「燃える眼の獣」（主演：目黒大樹）

## キャスト
- 竹中直人
- 李丹
- 石引：宮本大誠
- 崎山凛
- 菅田俊
- 石井洋輔
- 潮田：本宮泰風
- オミ
- 圭太：目黒大樹

## スタッフ
- 監督：佐藤康宏（第1話・第2話）、伊藤秀裕（第3話）
- 製作総指揮：藤田登
- 原作：青山光二
- 脚本：霧島雄一（第1話）、石川雅也（第2話）、藤原ちゃこ（第3話）
- 制作：エクセレントフィルム
- 製作：ザ ユニバーサルアカデミー

## ソフト
- VHS・DVD：2002年12月20日発売